# Culmore
Culmore är en ort i Storbritannien.   Den ligger i riksdelen Nordirland, i den västra delen av landet, 600 km nordväst om huvudstaden London. Culmore ligger 5 meter över havet och antalet invånare är 3 645.
Terrängen runt Culmore är kuperad västerut, men österut är den platt. Havet är nära Culmore åt nordost. Runt Culmore är det ganska glesbefolkat, med 43 invånare per kvadratkilometer. Närmaste större samhälle är Derry, 6,4 km söder om Culmore. Trakten runt Culmore består i huvudsak av gräsmarker.